# はりきり体育ノ介
はりきり体育ノ介（ -たいいくのすけ）は、NHK教育テレビ（NHK Eテレ）で2014年10月8日から放送している学校放送テレビ番組である。主に小学3-6年生を対象とした体育番組である。
NHKの学校放送で小学校向け体育番組が放送されるのは1993年4月 - 1997年3月に放送された『はりきって体育』以来であり、小学生向け学校放送では初となる10月期開始番組である。本放送に先駆け、同年の4月2日に第1回「さかあがりに挑戦だ!」の先行放送が行われている。
なお、この項目では同番組の派生番組である「はりきり水泳ノ介」にかついでも記載する。

## 概要
「ICT活用授業」の普及に伴い、タブレットを体育授業に取り入れる学校が増えているという傾向を受け、これら現場のニーズに合わせた「分割視聴・部分利用しやすいように工夫した」新しい体育番組が制作されることとなった。
番組内容としては、「一流アスリートによる「お手本映像」」「よくあるつまずき例を見せる「つまずき映像」」「友だちと実技を撮り合い、自分のつまずきポイントを知って練習する「自分撮り&練習」」「体育がより楽しくなるミニ雑学コーナー」の4つの要素によって番組は構成。「多視点カメラシステムやスーパースローカメラなどの最新映像システム」を用いて撮影して、その技を体育ノ介が“インストール”し、できるようになる過程を描くことで、子どもたちにポイントを伝えていく。
2015年度は10回の新作が追加され、通常の学校放送番組と同じ年間20回の放送体制となる。2022年からは再び半年間の放送に戻るが、毎週更新形式とするため通年放送と同等の回数の放送となっている、
番組はNHK for Schoolの番組ホームページでも視聴できるが、博士がオリンピック選手（冨田洋之、宮下純一、朝原宣治）を紹介する際は、2012年ロンドンオリンピック等での競技映像が放送されるため、Web配信版ではテレビ放送版で放送された映像は別映像に差し替えられ、オリンピック映像はインターネットで公開できない旨の断り書きが表示される。

## 登場人物
博士3（声：吉良克哉）
フルネームは博士博士博士（はくし ひろし はかせ）。略称は、博士3(はかせさん)。天才科学者を自称するがやや抜けた部分もある。体育ノ介に体育の力をつけさせるため日夜研究している。様々な「運動のプロ」のデータを所有し体育ノ介の鍛錬に活かす。
体育ノ介（演：渡辺実）
博士3が開発した体育用サイボーグ。逞しい筋肉の持ち主だが、博士3が体育の力をインプットし忘れたため運動が苦手。なお、防水機能はついていない為、泳ぐことはできない（水泳の回は水泳ノ介が担当する）。
水泳ノ介（演：松本拓巳）
博士3の母・トメが開発した水泳用サイボーグ。1984年生まれ。体育ノ介同様母が水泳の力をインプットし忘れたため水泳が苦手。
トメ
フルネームは博士トメ。博士3の母で自称天才科学者。ロサンゼルスオリンピックの水泳競技に感動し、水泳ノ介を開発したものの、蹴伸び・バタ足・カエル足までインストールしたところでなぜか水泳ノ介を物置に隠してしまう。

## 放送時間
パイロット版 - 2014年度
- 水曜日 9:10 - 9:20（本放送）
- 金曜日 15:30 - 15:40（再放送）

2015年度
- 水曜日 10:05 - 10:15（本放送）
- 木曜日 15:30 - 15:40（再放送、後期のみ）

2016 - 2017年度
- 水曜日 10:05 - 10:15

2018 - 2021年度
- 水曜日 10:00 - 10:10

2022年度
- 水曜日 9:40 - 9:50（後期のみ）

2023年度
- 月曜日 16:40 - 16:50（前期）
- 水曜日 9:40 - 9:50（後期）

2024年度
- 水曜日 16:40 - 16:50（前期のみ）

2025年度
- 水曜日 15:55 - 16:05（後期のみ）

## 放送リスト
回：初回放送順。年度別の放送順は「年度別放送順」として記載。
| 回 | タイトル                          | 運動     | お手本              | 初回放送日             | 年度別放送順 | 年度別放送順 | 年度別放送順 | 年度別放送順 | 年度別放送順 | 年度別放送順 | 年度別放送順 | 年度別放送順 | 年度別放送順 |
| 回 | タイトル                          | 運動     | お手本              | 初回放送日             | 2014         | 2015 2016    | 2017 2018    | 2019         | 2020         | 2021         | 2022         | 2023 2024    | 2025         |
| -- | --------------------------------- | -------- | ------------------- | ---------------------- | ------------ | ------------ | ------------ | ------------ | ------------ | ------------ | ------------ | ------------ | ------------ |
| 1  | さかあがりに挑戦だ!               | 鉄棒     | 冨田洋之            | 2014年03月26日         | 1            | 1            | 1            | 1            | 1            | 1            | 1            | 1            | 1            |
| 2  | ひざかけふりあがりに挑戦だ!       | 鉄棒     | 冨田洋之            | 2014年10月22日         | 2            | 2            | 2            | 2            | 2            | 2            | 2            | 2            | 2            |
| 3  | 前方支持回転に挑戦だ!             | 鉄棒     | 冨田洋之            | 2014年11月05日         | 3            | 3            | 3            | 3            | 3            | 3            | 3            | 4            | 4            |
| 4  | 開脚とびに挑戦だ!                 | 跳び箱   | 冨田洋之            | 2014年11月19日         | 4            | 16           | 4            | 4            | 15           | 14           | 10           | 11           | 11           |
| 5  | 台上前転に挑戦だ!                 | 跳び箱   | 冨田洋之            | 2014年12月03日         | 5            | 17           | 5            | 5            | 16           | 15           | 11           | 12           | 12           |
| 6  | 前転・後転に挑戦だ!               | マット   | 冨田洋之            | 2015年01月07日         | 6            | 18           | 14           | 13           | 4            | 4            | 4            | 5            | 5            |
| 7  | ロンダートに挑戦だ!               | マット   | 冨田洋之            | 2015年01月21日         | 7            | 20           | 16           | 15           | 6            | 6            | 6            | 7            | 7            |
| 8  | ハードル走に挑戦だ!               | 陸上     | 井村久美子          | 2015年02月04日         | 8            | 12           | 19           | 22           | 18           | 17           | 13           | 16           | 16           |
| 9  | 走り幅とびに挑戦だ!               | 陸上     | 井村久美子          | 2015年02月18日         | 9            | 13           | 20           | 23           | 22           | 21           | 17           | 17           | 17           |
| 10 | ボール投げに挑戦だ!               | ボール   | 中島梨紗            | 2015年03月04日         | 10           | 14           | 12           | 18           | 19           | 18           | 14           | 8            | 8            |
| 11 | クロールに挑戦だ!                 | 水泳     | 宮下純一            | 2015年03月30日         |              | 5            | 7            | 7            | 8            | 8            |              |              |              |
| 12 | け伸び・ばた足・かえる足に挑戦だ! | 水泳     | 宮下純一            | 2015年05月27日         |              | 4            | 6            | 6            | 7            | 7            |              |              |              |
| 13 | 平泳ぎに挑戦だ!                   | 水泳     | 宮下純一            | 2015年06月24日         |              | 6            | 8            | 8            | 9            | 9            |              |              |              |
| 14 | 背泳ぎに挑戦だ!                   | 水泳     | 宮下純一            | 2015年07月08日         |              | 7            | 9            | 9            | 10           | 10           |              |              |              |
| 15 | 二重とびに挑戦だ!                 | 体作り   | 生山ヒジキ          | 2015年08月19日         |              | 8            | 21           | 24           | 24           | 23           | 19           | 14           | 14           |
| 16 | 大縄とびに挑戦だ!                 | 体作り   | 生山ヒジキ          | 2015年09月09日         |              | 9            | 22           | 25           | 25           | 24           |              | 15           | 15           |
| 17 | 走るに挑戦だ!                     | 陸上     | 朝原宣治            | 2015年09月30日         |              | 10           | 17           | 20           | 17           | 16           | 12           | 3            | 3            |
| 18 | 走り高とびに挑戦だ!               | 陸上     | 醍醐直幸            | 2015年10月07日         |              | 11           | 18           | 21           | 23           | 22           | 18           | 18           | 18           |
| 19 | バッティングに挑戦だ!             | ボール   | 中島梨紗            | 2015年12月02日         |              | 15           | 13           | 19           | 20           | 19           | 15           | 9            | 9            |
| 20 | 開脚前転・開脚後転に挑戦だ!       | マット   | 冨田洋之            | 2016年02月24日         |              | 19           | 15           | 14           | 5            | 5            | 5            | 6            | 6            |
| 21 | フォークダンスに挑戦だ!           | ダンス   | 梅澤順子            | 2016年08月01日         |              |              | 10           | 11           | 14           |              |              |              |              |
| 22 | ドッジボールに挑戦だ!             | ボール   | 稲塚小絵 小川明日香 | 2016年08月02日         |              |              | 11           | 12           | 21           | 20           | 16           | 10           | 10           |
| 23 | サッカーに挑戦だ!                 | ボール   | 原菜摘子            | 2018年08月13日         |              |              |              | 10           | 11           | 11           | 7            | 19           | 19           |
| 24 | ソフトバレーボールに挑戦だ!       | ボール   | 迫田さおり          | 2018年08月14日         |              |              |              | 16           | 12           | 12           | 8            | 20           |              |
| 25 | タグラグビーに挑戦だ!             | ボール   | 冨岡耕児            | 2018年08月15日         |              |              |              | 17           | 13           | 13           | 9            |              |              |
| 26 | ブレイキンに挑戦だ!               | ダンス   | AMI                 | 2023年02月12日         |              |              |              |              |              |              |              | 13           | 13           |
| 27 | （新作予定）                      | （未定） | （未定）            | 2026年03月04日（予定） |              |              |              |              |              |              |              |              | 20           |
| 28 | （新作予定）                      | （未定） | （未定）            | 2026年03月11日（予定） |              |              |              |              |              |              |              |              | 21           |

| 回 | タイトル                      | お手本   | 初回放送日時                   |
| -- | ----------------------------- | -------- | ------------------------------ |
| 1  | スポーツクライミングに挑戦だ! | 安間佐千 | 2017年08月07日 月曜09:00-09:10 |
| 2  | 空手に挑戦だ!                 | 尾野真歩 | 2017年08月08日 月曜09:00-09:10 |

| 回 | タイトル                                                                 | 初回放送日時                   |
| -- | ------------------------------------------------------------------------ | ------------------------------ |
| 1  | はりきり体育ノ介スペシャル「体育ができると人生がより楽しくなるのじゃ」   | 2015年11月03日 火曜09:35-10:05 |
| 2  | はりきり体育ノ介スペシャル2016「東京オリンピック・パラリンピック大特集」 | 2016年10月29日 土曜16:30-17:00 |
| 3  | 松岡修造の人生はテニスだ! with はりきり体育ノ介                          | 2019年09月16日 月曜09:30-10:00 |

## 主題歌
- 『ああ、人生に体育あり』
  - 作詞 - 関和男
  - 作曲 - 竹内信次
  - 歌 - 小山亜紀

## スタッフ
- 実技指導 - 白旗和也
- アニメーション - The BERICH
- 制作 - NHKエデュケーショナル
- 制作協力 - ディレクションズ
- 制作著作 - NHK

## イベント
- はりきり体育ノ介のてつぼう教室 - 2015年11月1日〜3日に東京都渋谷区にあるNHK放送センターで行われたイベント。NHK文化祭2014 たいけん広場の一つとして行われた[18]。体育ノ介が鉄棒の上達法を教えた[19]。